# جونگ ایل وو
جونگ ایل وو (کره‌ای: 정일우؛ زادهٔ ۹ سپتامبر ۱۹۸۷) بازیگر اهل کره جنوبی است که به خاطر ایفای نقش در مجموعه‌های تلویزیونی بازگشت ایلجیما، ۴۹ روز، افسانه خورشید و ماه و سیندرلا و چهار شوالیه شناخته می‌شود.

## اوایل زندگی
او پسر یکی از خبرنگاران تلویزیونی سابق و دانشجوی مؤسسه هنر سئول بود، سپس به بخش تئاتر و فیلم دانشگاه هانیانگ منتقل شد.
در ماه اوت سال ۲۰۰۶، ایل وو در اثر یک تصادف شدید با خودرو در حالی که با دوست دوران دبیرستانش لی مین هو بود به شدت مجروح شد و بسیار صدمه دید. ابتلای او به آنوریسم مغزی حاصل این تصادف وحشتناک است.

## حرفه

### ۲۰۰۶–۲۰۱۰: شروع و افزایش محبوبیت
ایل وو در سال ۲۰۰۶ نقش کوچکی در فیلم دنیای سکوت بازی کرد، ولی اولین نقش معروفش در سریال ضربه عالی توقف‌ناپذیر بود. او سپس در سال ۲۰۰۷ به فیلم کمدی رمانتیک عشق من پیوست.
در سال ۲۰۰۹، ایل وو در اولین نقش اصلی خود به عنوان یک جنگجوی جوان مبارز با بی عدالتی در سریال تاریخی بازگشت ایلجیما بازی کرد و به دنبال آن در سریال بانوی زیبای من به عنوان نقش مکمل و یک وکیل بازی کرد.
او برای اولین بار در سال ۲۰۱۰ به عنوان یک همجنسگرا که دارای ویروس اچ آی وی مثبت است در نمایشنامه sold-out play Beautiful Sunday که توسط مایومی ناکاتانی، نمایشنامه نویس ژاپنی نوشته شده بود خود را به چالش کشید.

## زندگی شخصی
در ماه نوامبر سال ۲۰۱۶ بیماری آنوریسم مغزی او تشخیص داده شد. اگرچه این امر او را از خدمت سربازی اجباریش معاف کرد، ولی ایل وو در ماه دسامبر مجدداً ثبت نام کرد و در ۳۰ نوامبر ۲۰۱۸ خدمتش شروع شد.

## فیلم‌شناسی

### فیلم
| سال  | عنوان       | نقش               | توضیحات      | منابع       |
| ---- | ----------- | ----------------- | ------------ | ----------- |
| ۲۰۰۶ | دنیای سکوت  | جوانی ریو جونگ هو |              |             |
| ۲۰۰۷ | عشق من      | جی وو             |              |             |
| ۲۰۱۶ | ظهور تام‌بوی | گه یانگ           | فیلم چینی    | [ ۱ ]       |
| ۲۰۱۸ | افشاگر      | کانگ یونگ وو      | حضور افتخاری | [ ۲ ]       |
| ۲۰۲۲ | های‌وی فمیلی | کی وو             |              | [ ۳ ] [ ۴ ] |

### مجموعه تلویزیونی
| سال       | عنوان                    | نقش                    | توضیحات                | منابع  |
| --------- | ------------------------ | ---------------------- | ---------------------- | ------ |
| ۲۰۰۶–۲۰۰۷ | ضربه عالی توقف‌ناپذیر     | لی یون هو              |                        |        |
| ۲۰۰۸      | راز جزیره کوکو           | لی یون هو              | حضور افتخاری (قسمت ۱)  | [ ۵ ]  |
| ۲۰۰۹      | بازگشت ایلجیما           | ایلجیما                |                        |        |
| ۲۰۰۹      | بانوی زیبای من           | لی ته یون              |                        |        |
| ۲۰۰۹      | ضربه عالی روی پشت بام    | ایل وو                 | حضور افتخاری (قسمت ۳۵) | [ ۶ ]  |
| ۲۰۱۱      | ۴۹ روز                   | برنامه‌ریز / سونگ یی سو |                        |        |
| ۲۰۱۱      | بچه‌های باحال             | چا چی سو               |                        |        |
| ۲۰۱۱      | ضربه عالی انتقام پاکوتاه | ایل وو                 | حضور افتخاری (قسمت ۴۰) | [ ۷ ]  |
| ۲۰۱۲      | افسانه خورشید و ماه      | شاهزاده یانگ‌میونگ      |                        |        |
| ۲۰۱۳      | ملکه اداره               | چا چی سو               | حضور افتخاری (قسمت ۳)  |        |
| ۲۰۱۳–۲۰۱۴ | رنگین‌کمان طلایی          | سو دو یونگ             |                        |        |
| ۲۰۱۴      | خاطرات نگهبان شب         | لی رین                 |                        |        |
| ۲۰۱۶      | سیندرلا و چهار شوالیه    | کانگ جی وون            |                        |        |
| ۲۰۱۷      | عشق و دروغ‌ها             | تیم                    | سریال تایلندی          |        |
| ۲۰۱۹      | هه‌چی                     | شاهزاده لی گوم         |                        |        |
| ۲۰۲۰      | خوراکی شیرین             | پارک جین سونگ          |                        |        |
| ۲۰۲۱      | بوسام: سرنوشت را بدزد    | با وو                  |                        | [ ۸ ]  |
| ۲۰۲۲      | گود جاب                  | اون سون وو             |                        | [ ۹ ]  |
| ن/م       | زن زیبا                  | کیم مون هو             | سریال چینی             | [ ۱۰ ] |
| ن/م       | دروغ‌های دختران           | لان‌تیان                | سریال چینی             | [ ۱۱ ] |

### مجموعه اینترنتی
| سال  | عنوان             | نقش        | توضیحات          | منابع |
| ---- | ----------------- | ---------- | ---------------- | ----- |
| ۲۰۱۵ | نهایت درهم شکستگی | چوی سه هون | محصول کره‌ای-چینی |       |

### برنامه تلویزیونی
| سال       | عنوان                                 | نقش                    | توضیحات                     | منابع  |
| --------- | ------------------------------------- | ---------------------- | --------------------------- | ------ |
| ۲۰۱۱      | یکبار دیگر – جونگ ایل وو              |                        | عضو گروه بازیگران           | [ ۱۲ ] |
| ۲۰۱۵      | استار شف چاینا                        | عضو گروه بازیگران      | فصل ۲، مهمان از قسمت ۱ تا ۴ |        |
| ۲۰۱۹–۲۰۲۰ | دستور پخت برتر ستاره‌ها در فان-رستوران | عضو گروه بازیگران/آشپز | قسمت‌های ۱–۲۰                | [ ۱۳ ] |
| ۲۰۲۱      | عاشق دهکده                            | عضو گروه بازیگران      |                             | [ ۱۴ ] |

### برنامه اینترنتی
| سال  | عنوان      | نقش  | توضیحات         | منابع  |
| ---- | ---------- | ---- | --------------- | ------ |
| ۲۰۲۲ | اس‌ان‌ال کره | مجری | فصل ۲ – قسمت ۱۱ | [ ۱۵ ] |

### حضور در موزیک ویدئو
| سال  | نام آهنگ     | آرتیست       | منابع  |
| ---- | ------------ | ------------ | ------ |
| ۲۰۰۷ | «این منم»    | اس‌ای‌تی       | [ ۱۶ ] |
| ۲۰۰۷ | «خداحافظ غم» | گو جونگ هیون | [ ۱۷ ] |

### میزبان
| سال  | عنوان                         | توضیحات       | منابع  |
| ---- | ----------------------------- | ------------- | ------ |
| ۲۰۲۲ | هشتمین جوایز ستارگان ای‌پی‌ای‌ان | به همراه یوری | [ ۱۸ ] |

## جوایز و نامزدی‌ها
| سال  | جایزه                                                     | رده                                                    | کار نامزد                        | نتیجه    |
| ---- | --------------------------------------------------------- | ------------------------------------------------------ | -------------------------------- | -------- |
| ۲۰۰۷ | 44th جایزه هنری پاکسانگ                                   | Best New Actor                                         | My Love                          | نامزدشده |
| ۲۰۰۷ | 9th Mnet KM Music Festival                                | Best Actor in a Music Video                            | Goodbye Sadness                  | برنده    |
| ۲۰۰۷ | 1st Mnet 20's Choice Awards                               | New Star Award                                         | ضربه عالی توقف‌ناپذیر             | برنده    |
| ۲۰۰۷ | 1st Mnet 20's Choice Awards                               | Drama Star Award                                       | ضربه عالی توقف‌ناپذیر             | برنده    |
| ۲۰۰۷ | MBC Entertainment Awards                                  | Best Male Newcomer in a Comedy/Sitcom                  | ضربه عالی توقف‌ناپذیر             | برنده    |
| ۲۰۰۹ | 2nd Korea Junior Star Awards                              | Daesang (Grand Prize), TV category                     | بازگشت ایلجیما                   | برنده    |
| ۲۰۰۹ | KBS Drama Awards                                          | Best New Actor                                         | بانوی زیبای من                   | نامزدشده |
| ۲۰۱۲ | 7th Asia Model Festival Awards                            | Fashionista Award                                      | , ۴۹ روز، Flower Boy Ramyun Shop | برنده    |
| ۲۰۱۲ | 2nd Ministry of Health and Welfare Share Happiness Awards | Recipient                                              | —                                | برنده    |
| ۲۰۱۲ | 7th Huading Awards                                        | Asia Male Actor Award                                  |                                  | برنده    |
| ۲۰۱۲ | MBC Drama Awards                                          | Excellence Award, Actor in a Miniseries                | افسانه خورشید و ماه              | نامزدشده |
| ۲۰۱۳ | iQiyi Awards                                              | Male Actor Award                                       |                                  | برنده    |
| ۲۰۱۳ | MBC Drama Awards                                          | Excellence Award, Actor in a Special Project Drama     | رنگین‌کمان طلایی                  | نامزدشده |
| ۲۰۱۳ | جایزه هنری پاکسانگ                                        | Most Popular Actor (TV)                                | رنگین‌کمان طلایی                  | نامزدشده |
| ۲۰۱۴ | Cosmo Beauty Awards                                       | Forever Young Icon Male Star                           |                                  | برنده    |
| ۲۰۱۴ | MBC Drama Awards                                          | Top Excellence Award, Actor in a Special Project Drama | نگهبانان شب                      | برنده    |
| ۲۰۱۵ | Asia Influence Eastern Awards                             | Most Celebrated Actor                                  |                                  | برنده    |
| ۲۰۱۶ | 11th Asia Model Festival Awards                           | Asian Special Actor Award                              |                                  | برنده    |